# Giro delle Fiandre 1913
Il Giro delle Fiandre 1913, prima storica edizione della corsa, fu disputato il 29 maggio 1913 per un percorso di 324 km. Fu vinto dal belga Paul Deman, al traguardo in 12h03'10" alla media di 26,880 km/h, davanti ai connazionali Joseph Van Daele e Victor Doms.
Dei 37 ciclisti alla partenza furono in 16 a tagliare il traguardo.

## Ordine d'arrivo (Top 10)
| Pos. | Corridore         | Squadra              | Tempo     |
| ---- | ----------------- | -------------------- | --------- |
| 1    | Paul Deman        | Automoto             | 12h03'10" |
| 2    | Joseph Van Daele  | J.B.Louvet           | s.t.      |
| 3    | Victor Doms       | Automoto             | s.t.      |
| 4    | August Dierickx   | -                    | s.t.      |
| 5    | Arthur Maertens   | La Française         | s.t.      |
| 6    | Jan Van Ingelghem | Peugeot-Wolber       | a 1'00"   |
| 7    | Achiel Depauw     | Libetator-Hutchinson | s.t.      |
| 8    | Auguste Benoît    | La Française         | a 6'50"   |
| 9    | Adrien Kranskens  | -                    | a 17'50"  |
| 10   | Hector Billiet    | -                    | s.t.      |